# S̈
Cette page contient des caractères spéciaux ou non latins. S’ils s’affichent mal (▯, ?, etc.), consultez la page d’aide Unicode.
S̈, ou S tréma, est un graphème utilisé dans l'écriture du camsá, du mam, du popoluca d’Oluta, du popoluca de Sayula et du seneca. Il est aussi utilisé dans le digramme ‹ s̈h › en shipibo-conibo.
Il s'agit de la lettre S diacritée d'un tréma.

## Utilisation
En seneca, s̈ est utilisé pour représenter une consonne fricative palato-alvéolaire sourde [ʃ].
En mam, le s tréma ‹ s̈ › est utilisé dans l’orthographe de la SIL.
En tchèque du XVIe et XVIIIe siècles, notamment dans la Bible de Kralice, le s̈ a été utilisé comme forme finale (en fin de mot) du digramme ſſ.

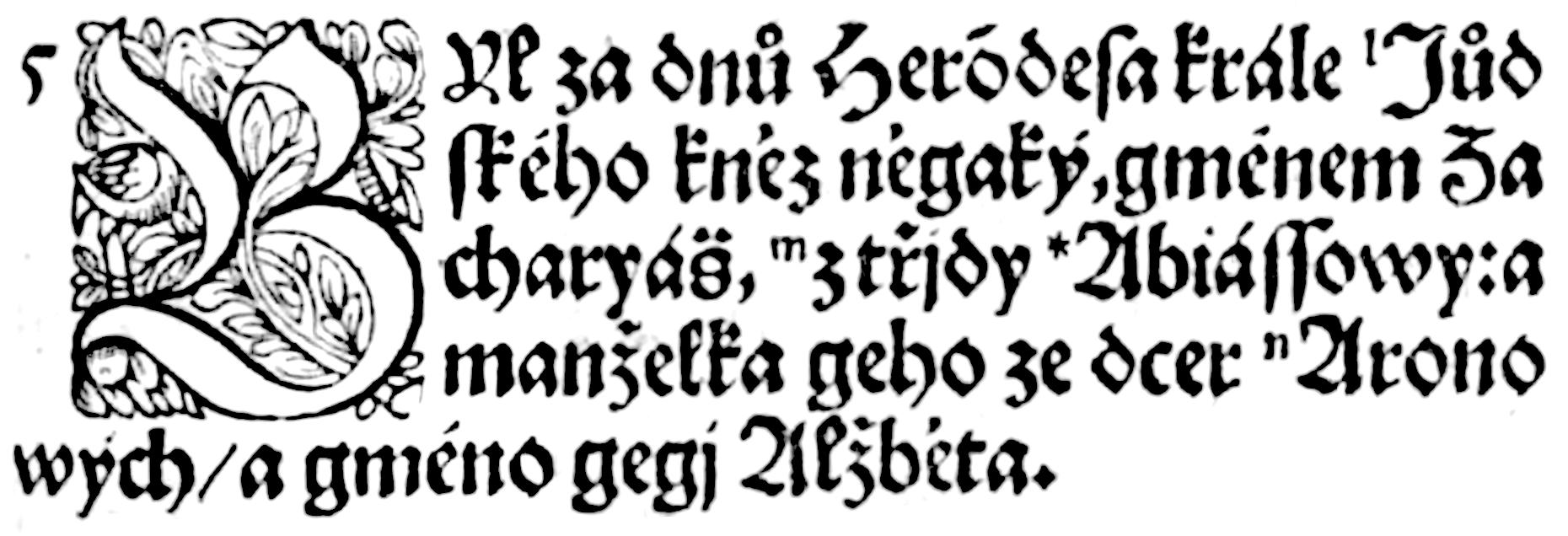
Luc 5:1, Bible de Kralice, avec Zacharyás̈ et Abiáſſowy, aujourd’hui écrits Zacharyáš et Abiášovy.

## Représentations informatiques
Le S tréma peut être représenté avec les caractères Unicode suivants :
- décomposé (latin de base, diacritiques) :

| formes    | représentations | chaînes de caractères | points de code | descriptions                                |
| --------- | --------------- | --------------------- | -------------- | ------------------------------------------- |
| capitale  | S̈               | S◌̈                    | U+0053 U+0308  | lettre majuscule latine s diacritique tréma |
| minuscule | s̈               | s◌̈                    | U+0073 U+0308  | lettre minuscule latine s diacritique tréma |